# El Presidento
El Presidento je dvanácté studiové album české rockové skupiny Kabát, jež vyšlo 5. října 2022 u vydavatelství Warner Music Group.
Pilotní singl "Rumcajs miloval Manku" byl představen 26. září na rádiu Impuls, kam byl zpěvák Josef Vojtek pozván na rozhovor. K singlu byl natočen také videoklip, ve kterém se vedle kapely objevili také např. Jan Saudek, Kamil Střihavka, Tomáš Řepka nebo členové skupiny Kiss Revival Czech Republic. Klip měl premiéru 14. října 2022 v 8:00 na serveru Super.cz a 8 hodin později na platformě YouTube. Dle slov manažera skupiny Radka Havlíčka se jedná o nejdraží videoklip v historii Kabátu, přičemž předčil i výpravný videoklip k písni "Valkýra".
K albu skupina po dvou letech covidových omezení vyrazila na halové turné, čítající 17 koncertů v Česku a 4 koncerty na Slovensku. Turné je opět koncipováno se scénou uprostřed hal.

## Seznam skladeb
Autory všech skladeb jsou Milan Špalek a Ota Váňa, pokud není uvedeno jinak.
| Pořadí | Název                 | Autor            | Délka |
| ------ | --------------------- | ---------------- | ----- |
| 1.     | El Presidento         | Špalek           | 2:03  |
| 2.     | Rumcajs miloval Manku |                  | 3:00  |
| 3.     | Kazačok               | Špalek · Krulich | 2:42  |
| 4.     | Opilej klavír         |                  | 2:53  |
| 5.     | Zatoulanej Japonec    | Špalek · Krulich | 2:41  |
| 6.     | Testosteron           |                  | 2:40  |
| 7.     | Za ztracený námořníky |                  | 3:24  |
| 8.     | Tři sobi              |                  | 3:00  |
| 9.     | Troll                 | Špalek           | 2:55  |
| 10.    | Sladký tóny           | Špalek · Krulich | 4:10  |
| 11.    | Zátky                 |                  | 3:20  |
| 12.    | Nesmrtelná teta       |                  | 3:58  |
| 13.    | Oni                   |                  | 3:11  |

## Obsazení
Kabát
- Josef Vojtek –⁠ zpěv
- Milan Špalek –⁠ baskytara, zpěv, doprovodný zpěv
- Ota Váňa –⁠ kytara, doprovodný zpěv
- Tomáš Krulich –⁠ kytara, doprovodný zpěv
- Radek „Hurvajs“ Hurčík –⁠ bicí, doprovodný zpěv

Hosté
- Michal Skořepa – spolupráce na aranžích, kytary, banjo, klavír
- Milan Cimfe – perkuse, programing

Produkce
- Milan Cimfe – nahrávání
- Milan Cimfe, Pavel Karlík – mix
- Pavel Karlík, Adam Karlík – mastering
- Rador & Dharma – obal a booklet